# Семенівська селищна територіальна громада
Семенівська селищна територіальна громада — територіальна громада в Україні, в Кременчуцькому районі Полтавської області. Адміністративний центр — селище Семенівка.
Площа громади — 272 км², населення — 10 934 мешканці (2018).
Утворена 12 серпня 2015 року шляхом об'єднання Семенівської селищної ради та Вереміївської сільської ради Семенівського району.
12 жовтня 2017 року внаслідок добровільного приєднання до громади приєдналися ще 4 сільради району — Веселоподільська, Липнягівська, Степанівська, Товстівська.
19 липня 2020 року, в результаті адміністративно — територіальної реформи та ліквідації Семенівського району, громада увійшла до складу новоутвореного Кременчуцького району.

## Населені пункти
До складу громади входять 1 селище (Семенівка) і 43 села: Бадьорівка, Байрак, Бакумівка, Білогуби, Біляки, Богданівка, Брусове, Бурімка, Василівка, Великі Липняги, Вербки, Вереміївка, Веселий Поділ, Вільне, Герасимівка, Греблі, Грицаї, Єгорівка, Заїчинці, Калинівка, Карпиха, Крива Руда, Курганне, Малинівка, Малі Липняги, Нова Олександрівка, Нова Петрівка, Новоселиця, Осокори, Очеретувате, Паніванівка, Поділ, Рокити, Середине, Слюзівка, Степанівка, Тарасівка, Товсте, Тройняки, Устимівка, Чаплинці, Червоний Лиман, Шепелівка.